# Walter Jurich
Walter Jurich (* 1902 in Böhlitz-Ehrenberg; † 28. November 1960) war ein deutscher Kommunist und antifaschistischer Widerstandskämpfer. Er war von 1946 bis 1949 Polizeipräsident von Leipzig.

## Leben
Jurich, Sohn einer Arbeiterfamilie, besuchte die Volksschule und absolvierte eine  Lehre als Maschinenschlosser. Er trat 1920 in den Kommunistischen Jugendverband Deutschlands (KJVD) und in die Kommunistische Partei Deutschlands (KPD) ein. Er wurde Leiter der KPD-Ortsgruppe in seinem nahe Leipzig gelegenen Geburtsort Böhlitz-Ehrenberg und vertrat diese ab 1926 im Gemeindeparlament. Er war dann Gauführer der Roten Jungfront im Bezirk Westsachsen. Schon während der Weimarer Republik wurde er wegen „Vorbereitung zum Hochverrat“ zu eineinhalb Jahren Festungshaft verurteilt.
Nach 1933 wurde er von den Nationalsozialisten verfolgt und ins KZ Colditz verbracht. Bis zu seiner erneuten Verhaftung 1935 arbeitete er als KPD-Instrukteur im Bezirk Halle. Er wurde zu drei Jahren Zuchthaus verurteilt. Nach Verbüßung seiner Strafe im Zuchthaus Waldheim wurde er im Mai 1938 in das KZ Buchenwald überstellt. Hier war er Organisator der sächsischen KPD-Gruppe und koordinierte die illegale Abwehrarbeit. Nach Differenzen mit der Parteileitung verdrängte diese Jurich aus der Spitzelabwehr und aus der Funktion des Kapos der Gerätekammer. Sein Nachfolger wurde Walter Wolf. Von Juni  1943 bis April 1945 war er dann Zivilarbeiter bei der SS in Buchenwald.
Nach der Befreiung vom Nationalsozialismus kehrte er nach Böhlitz-Ehrenberg zurück und übernahm in der Folge wichtige Funktionen in der Sowjetischen Besatzungszone. Ab Oktober 1945 war er als Nachfolger von Dr. Thierbach (SPD) Landrat des Landkreises Leipzig. Er wurde 1946 Mitglied der Sozialistischen Einheitspartei Deutschlands (SED) und im Oktober 1946 als Spitzenkandidat der SED in den Kreistag des Landkreises Leipzig gewählt.
Von September 1946 bis 1949 fungierte er als Polizeipräsident von Leipzig (Nachfolger von Kurt Wagner). Seine im Oktober 1949 vorgesehene Einsetzung als Polizeipräsident von Ost-Berlin kam nicht zustande. Als Nachfolger von Paul Markgraf wurde schließlich Waldemar Schmidt im Januar 1950 vom Politbüro des ZK der SED berufen. Nach einer Selbstanzeige vor der ZPKK wurde Jurich 1949 von Hans-Hugo Winkelmann als Polizeipräsident von Leipzig abgelöst und auf den Posten des Leiters des VEB Reifenwerk Fürstenwalde (eines Reparationsbetriebes) abgeschoben. Als solcher war er im Juli 1951 an der Aussprache Walter Ulbrichts mit der technischen Intelligenz des Reifenwerkes  beteiligt. Nach einer Brandkatastrophe im September 1952 im Reifenwerk wurde Jurich noch im selben Jahr wegen „parteimäßig nicht richtigen Verhaltens“ von der Funktion des Werkleiters abberufen und erhielt eine strenge Parteirüge und Funktionsverbot für zwei Jahre. Im März 1954 wurde das Funktionsverbot auf eineinhalb Jahre herabgesetzt.  Er wurde dann Abteilungsleiter für Arbeit im Schwefelsäure-Werk in Coswig. Zuletzt arbeitete er als Parteisekretär in der 1957 gegründeten VVB Elektrochemie und Plaste in Halle (Saale).
Jurich starb im Alter von 58 Jahren.